# Вестник Генерального секретариата Украины
«Вестник Генерального секретариата Украины» (укр. Вісник Генерального Секретаріату України) — официальный печатный орган Генерального секретариата Украинской Центральной Рады. Был продолжением журнала «Вести с Украинской Центральной Рады» (укр. Вісті з Української Центральної Ради). Издавался в Киеве с ноября 1917 года. К концу 1917 года вышло 8 номеров. Выходил до мая 1918 года. Несколько раз менялось название сначала на «Вестник Генерального Секретариата УНР» (укр. Вісник Генерального Секретаріату УНР), потом — «Вестник Совета Народных Министров УНР» (укр. Вісник Ради Народних Міністрів УНР). Печатал материалы государственно-правительственного характера. Во время Украинской державы издание продолжалось под названием «Государственный вестник» (укр. Державний вісник).